# Borda de Toni
La Borda de Toni és una borda del terme municipal de la Torre de Cabdella, a l'antic terme de Mont-ros, al Pallars Jussà.
Està situada a l'extrem de llevant del terme, al sud-est del poble de Pobellà, dessota, i al nord-oest, del Cap de la Ginebrera.